# Verrucotoxina
La verrucotoxina (VTX) es un veneno letal producido por las aletas dorsales de Synanceia verrucosa . Esta especie de pez piedra de arrecife está relacionada con la familia Synanceiidae . El veneno de esta especie de pez piedra es una glicoproteína tetramérica con efectos cardiovasculares y citolíticos.

## Tipos
La verrucotoxina del pez piedra y la Verotoxina  de la bacteria E. coli no son la misma toxina. Aunque comparten el mismo nombre, tienen diferentes orígenes, estructuras y efectos en el organismo.
Verrucotoxina del pez piedra:
- Producida por las glándulas venenosas del pez piedra (Synanceia horrida), un pez marino tropical.
- Es una neurotoxina que bloquea los canales de sodio en las células nerviosas, causando dolor intenso, parálisis muscular y, en casos severos, la muerte.
- No tiene efectos sobre las células del riñón o el intestino.

Verotoxina (de E. coli) de la bacteria E. coli:
- Producida por algunas cepas de la bacteria Escherichia coli (E. coli), en particular la cepa O157:H7.
- Es una citotoxina que inhibe la síntesis de proteínas en las células endoteliales de los riñones y el intestino grueso, causando muerte celular y daño tisular.
- Puede provocar enfermedades graves como colitis hemorrágica y síndrome urémico hemolítico (SUH).

En resumen, aunque comparten el mismo nombre, la verrucotoxina del pez piedra y la verrucotoxina de la bacteria E. coli son toxinas distintas con diferentes orígenes, estructuras y efectos en el organismo.
Es importante tener en cuenta esta distinción para evitar confusiones en el diagnóstico y tratamiento de las enfermedades asociadas a cada toxina.

## Estructura
La estructura de la verrucotoxina es una proteína tetramérica con un peso molecular de 322 KDa; la proteína consta de dos partes de una subunidad alfa (83 KDa) y dos partes de una subunidad beta (78 KDa). La verrucotoxina comparte un total de 96% de homología con la subunidad beta de la estonustoxina, estrechamente relacionada con el veneno. Stonustoxina es el veneno producido a partir de Synanceia horrida .

## Función y mecanismo
Se ha estudiado que la verrucotoxina interactúa tanto con los canales iónicos de calcio como con los canales de ATP de potasio. El canal iónico de calcio está modulado por la activación de los adrenoceptores ꞵ cuando se une la verrucotoxina. Hay tres subunidades de los adrenoceptores ꞵ, ꞵ1, ꞵ2 y ꞵ3, pero solo los adrenoceptores ꞵ2 son responsables de la activación de la vía de la proteína quinasa (PKA) del adenosín monofosfato cíclico (AMPc).  El AMPc fosforilará las proteínas reguladoras del músculo y modulará las concentraciones de calcio intercelular. Es a través de este método que la verrucotoxina modifica las concentraciones de calcio en la célula. La verrucotoxina es una toxina que depende de la concentración de iones de calcio; la presencia de verrucotoxina puede aumentar la concentración de calcio tres veces la concentración intercelular estándar. Además, se ha observado que la verrucotoxina causa una duración del potencial de acción prolongada reversible con cero cambios en el potencial de membrana en reposo de los miocitos ventriculares en cobayas.
El segundo método para que la verrucotoxina altere las células es a través de los canales iónicos de potasio, particularmente la vía del trifosfato de adenosina de potasio (KATP). El canal de potasio ATP funciona bombeando iones de potasio fuera de la membrana intercelular. Es capaz de hacerlo fosforilando el canal con trifosfato de adenosina (ATP). La verrucotoxina es capaz de inhibir el funcionamiento del ATP potásico mediante la activación del receptor muscarínico M3, la proteína quinasa C (PKC). Es la activación de la PKC la que inhibirá el canal iónico de potasio. Es de suponer que la PKC está fosforilando el canal KATP en lugar de ATP.
El pez piedra, Synanceia verrucosa, tiene un conjunto diverso de toxinas que alteran la capacidad humana básica. Cuando se les inyectan las toxinas que se encuentran en las aletas dorsales de los peces, los individuos sufrirán parálisis del músculo esquelético, dolor extremo, ataques, convulsiones, paro respiratorio y daños al sistema cardiovascular. Se ha estudiado que la verrucotoxina es la causa de daños al sistema cardiovascular, convulsiones, ataques y parálisis. El daño al sistema cardiovascular es causado por un cambio repentino en la concentración de calcio intercelular que provoca arritmia. Aún se está investigando la causa directa de las convulsiones, las convulsiones y la parálisis.